# Pierwszy rząd Paula Gautscha
Rząd Paula Gautscha – rząd austriacki, rządzący Cesarstwem Austriackim od 30 listopada 1897 do 5 marca 1898.

## Skład gabinetu
- premier - Paul Gautsch
- rolnictwo – Arthur Bylandt-Rheidt
- handel – Ernst Koerber
- wyznania i oświata – Vincenz Latour
- finanse – Eugen Böhm-Bawerk
- sprawy wewnętrzne – Paul Gautsch
- sprawiedliwość – Ignaz Ruber
- obrona krajowa – Zeno Welsersheimb
- koleje – Heinrich Wittek
- minister bez teki (do spraw Galicji) – Hermann Loebl